# Luc (Lozère)
Luc è un comune francese di 230 abitanti situato nel dipartimento della Lozère, nella regione dell'Occitania.

## Società

### Evoluzione demografica
Abitanti censiti